# Radara vacillans
Radara vacillans är en fjärilsart som beskrevs av Walker 1862. Radara vacillans ingår i släktet Radara och familjen nattflyn. Inga underarter finns listade.